# Elezioni parlamentari in Ucraina del 1994
Le elezioni parlamentari in Ucraina del 1994 si tennero il 27 marzo (primo turno) e il 2 e 10 aprile (secondo turno).
Le elezioni furono indette in seguito ad un accordo fra il Presidente e il Parlamento: il 24 settembre 1993, infatti, il Parlamento si espresse per svolgere le elezioni parlamentari e le elezioni presidenziali.
Era previsto un sistema elettorale maggioritario in 450 collegi uninominali: era eletto il candidato che avesse ottenuto la maggioranza assoluta dei voti all'interno del collegio; qualora nessuno dei candidati avesse conseguito tale soglia, si sarebbe proceduto ad un secondo turno di votazione. Per la validità dell'elezione, inoltre, era necessario che si recasse alle urne almeno il 50% degli aventi diritto: il mancato raggiungimento del quorum in numerosi collegi comportò la vacanza dei rispettivi seggi e l'indizione di ulteriori turni di votazione.
In totale, nei due turni generali furono eletti 338 su 450 deputati. Nei collegi in cui non era stato eletto alcun deputato, tra il settembre e l'ottobre del 1994 si tennero nuove elezioni, in seguito alle quali furono complessivamente eletti 405 deputati. Ulteriori turni di votazione si svolsero per l'attribuzione dei seggi rimasti vacanti.

## Risultati
| Partito Comunista d'Ucraina                   | 3 683 332  | 13,57 | 86  |  |  |  |
| Movimento Popolare d'Ucraina                  | 1 491 164  | 5,49  | 20  |  |  |  |
| Partito Socialista d'Ucraina                  | 895 830    | 3,30  | 14  |  |  |  |
| Partito Contadino d'Ucraina                   | 794 614    | 2,93  | 19  |  |  |  |
| Partito Repubblicano Ucraino                  | 728 614    | 2,68  | 8   |  |  |  |
| Congresso dei Nazionalisti Ucraini            | 361 352    | 1,33  | 5   |  |  |  |
| Partito Democratico d'Ucraina                 | 312 842    | 1,15  | 2   |  |  |  |
| Partito della Rinascita Democratica d'Ucraina | 239 763    | 0,88  | 4   |  |  |  |
| Partito Liberale d'Ucraina                    | 173 503    | 0,64  | –   |  |  |  |
| UNA-UNSO                                      | 148 239    | 0,55  | 1   |  |  |  |
| Partito del Lavoro                            | 114 409    | 0,42  | 4   |  |  |  |
| Partito Socialdemocratico d'Ucraina           | 104 204    | 0,38  | 2   |  |  |  |
| Partito Cristiano-Democratico d'Ucraina       | 100 007    | 0,37  | 1   |  |  |  |
| Partito Repubblicano Conservatore Ucraino     | 99 028     | 0,36  | 2   |  |  |  |
| Congresso del Lavoro d'Ucraina                | 83 702     | 0,31  | –   |  |  |  |
| Congresso Civico d'Ucraina                    | 72 473     | 0,27  | 2   |  |  |  |
| Partito dei Verdi d'Ucraina                   | 71 946     | 0,27  | –   |  |  |  |
| Altri <50.000 voti                            | 261 223    | 0,96  | –   |  |  |  |
| Indipendenti                                  | 14 894 269 | 54,87 | 168 |  |  |  |
| Nessuno                                       | 2 512 118  | 9,26  | –   |  |  |  |
| Vacanti                                       | –          | –     | 112 |  |  |  |
| Totale                                        | 27 142 632 | 100   | 450 |  |  |  |
|                                               |            |       |     |  |  |  |
| Voti non validi                               | 1 821 350  | 6,29  |     |  |  |  |
| Votanti                                       | 28 963 982 |       |     |  |  |  |

## Sostegno parlamentare
Nel Parlamento si insediarono i seguenti partiti (dati dell'11 maggio 1994)
| Blocco politico                     | Seggi | Sostegno al Presidente             |
| ----------------------------------- | ----- | ---------------------------------- |
| Partito Comunista d'Ucraina         | 83    | Oleksandr Moroz, Leonid Kučma      |
| Partito Socialista d'Ucraina        | 25    | Oleksandr Moroz                    |
| Movimento Popolare d'Ucraina (Rukh) | 27    | Volodymyr Lanovyi                  |
| Blocco interregionale               | 26    | Leonid Kučma                       |
| Blocco Derzhavnist'                 | 25    | Leonid Kravčuk                     |
| Blocco Centro                       | 38    | Leonid Kravčuk                     |
| Blocco Agricoltori d'Ucraina        | 36    | Oleksandr Tkačenko, Leonid Kravčuk |
| Blocco Riforme                      | 27    | Volodymyr Lanovyi                  |
| Blocco Unità                        | 25    | –                                  |
| Non affiliati                       | 23    | –                                  |
| Totale                              | 335   |                                    |